# Stante
Stante je priimek več znanih Slovencev:
- Alenka (Ana) Stante (*1954), bibliotekarka in slikarka
- Jernej Stante (1900—1966), pravnik, partizan, književnik (pesnik, dramatik)
- Milan Stante (1916—2016), pravnik, koncertni harmonikar, gledališčnik, režiser, filmar
- Peter Stante - Skala (1914—1980), partizanski poveljnik, general, narodni heroj
- Valentin Stante (1898—1989), prof., planinec